# Südwestdeutsches Stufenland

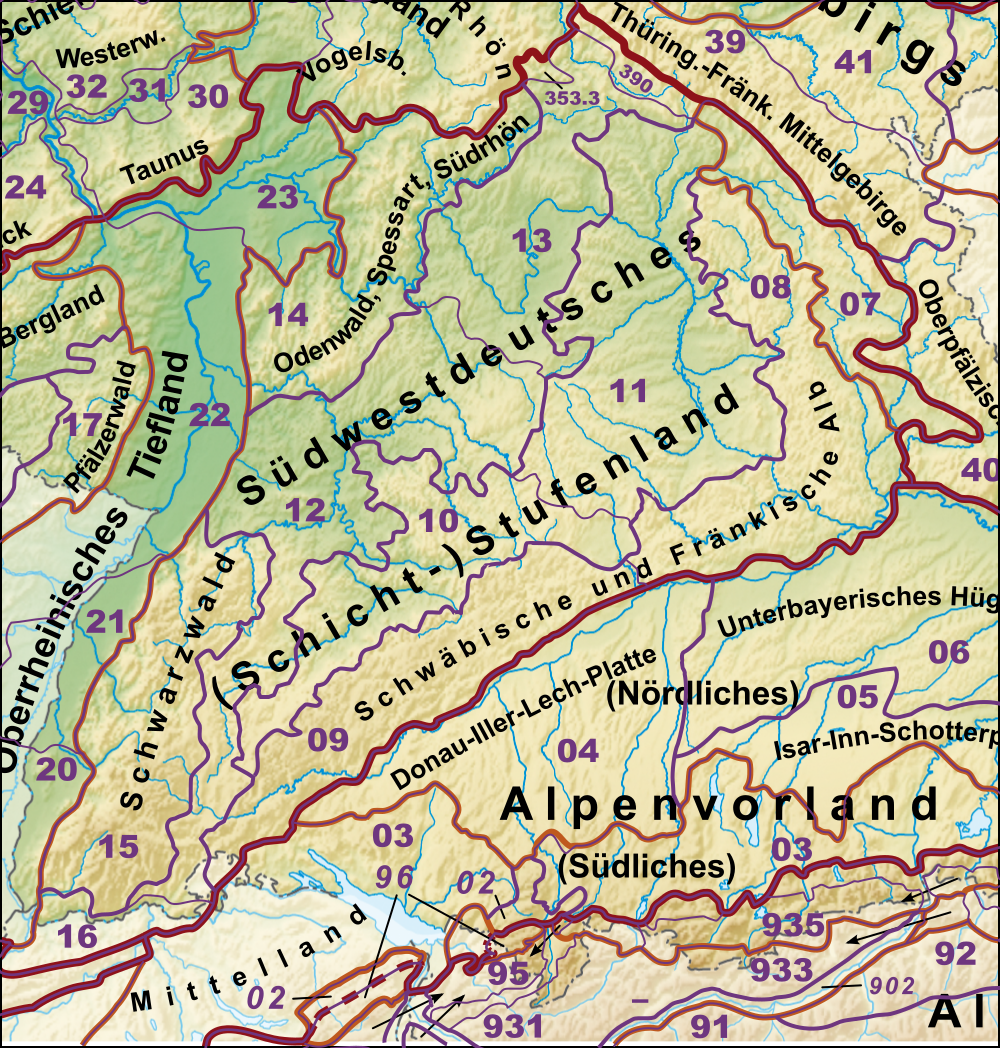
Das Südwestdeutsche Stufenland mit den Haupteinheitengruppen (07/)08–16

Das Südwestdeutsche Stufenland ist eine geologisch und geomorphologisch durch Schichtstufen geprägte Großlandschaft östlich des Oberrheingrabens in Baden-Württemberg, Bayern, Hessen, Thüringen und zu geringen Anteilen in der Schweiz. Sie ist durch die Anhebung von Schwarzwald und Odenwald seit dem Oligozän in unmittelbarem Zusammenhang mit dem Einbruch des Oberrheingrabens entstanden. Linksrheinisch liegt ihr das Nordfranzösische Schichtstufenland gegenüber.
Das Südwestdeutsche Stufenland wird in der Literatur auch unter Südwestdeutsches Schichtstufenland, Südwestdeutsche Schichtstufenlandschaft, Schwäbisch-Fränkische(s) Schichtstufenland(schaft) und Süddeutsche(s) Schichtstufenland(schaft) geführt, wobei diese Begriffe im engeren Sinne nur die echten Schichtstufenlandschaften aus Trias und Jura bezeichnen, was die Grundgebirge von Spessart, Schwarz- und Odenwald im Westen ausgrenzt.
Das Südwestdeutsche Stufenland ist nach den Arbeiten der ehemaligen Bundesanstalt für Landeskunde eine Großlandschaft 2. Ordnung; das Oberpfälzisch-Obermainische Hügelland wird dabei zuweilen als eigenständige Großlandschaft 2. Ordnung aufgefasst.

## Lage und Kurzbeschreibung
Das Südwestdeutsche Stufenland stößt in steilem Abfall im Westen an den Oberrheingraben und im Nordwesten an das Rhein-Main-Tiefland. Im Norden stößt es an das Osthessische Bergland mit Vogelsberg und Rhön, im Nordosten an das Thüringisch-Fränkische Mittelgebirge mit Thüringer Wald, Thüringer Schiefergebirge, Frankenwald und Fichtelgebirge (alles Teile der Mittelgebirgsschwelle) sowie im Osten an den Oberpfälzer und den Bayerischen Wald, die Teile der Böhmischen Masse sind. Nach Süden zieht das Tal der Donau die Grenze zu den Voralpen.
Die Großlandschaft umfasst, von Westen nach Osten: 1. die Mittelgebirge Schwarzwald, Odenwald und Spessart (Grundgebirge und Buntsandstein); 2. die nebeneinander von Südwesten nach Nordosten verlaufenden Bänder der Gäulandschaften (Muschelkalk) und des Keuperberglandes (Keuper); 3. die Tafeln von Schwaben- und Frankenalb (Jura).
Zum Südwestdeutschen Schichtstufenland im engeren Sinne rechnet man nicht die Anteile an Grundgebirge im Westen dieser Großlandschaft in Spessart, Odenwald und Schwarzwald. Nach Maßgabe der unterschiedlichen Widerstandsfähigkeit der Gesteine im Südwestdeutschen Schichtstufenlands entwickelten sich vier Haupt-Schichtstufen (s. Abschnitt Erdgeschichtliche Entwicklung).

## Naturräumliche Gliederung
Nach dem Handbuch der naturräumlichen Gliederung Deutschlands und seinen Nachfolgepublikationen ist das Südwestdeutsche Stufenland eine naturräumliche Großregion 2. Ordnung innerhalb des Schichtstufenlands (1. Ordnung). Die untergeordneten Großregionen 3. Ordnung sind in der Regel Haupteinheitengruppen, jedoch werden sie in den Stufen Muschelkalk (Gäue), Keuper-Lias(-Dogger) und Jura (bzw. Malm, Alben) je in eine Schwäbische und eine Fränkische Gruppe unterteilt.
Es folgt die Aufgliederung des Südwestdeutschen Stufenlands in Haupteinheitengruppen (zweistellig) und Haupteinheiten (dreistellig):
(in Klammern je die Zugehörigkeit zum Grundgebirge (G) bzw. zur Schichtstufe Buntsandstein (B), Muschelkalk (M), Keuper (K), Schwarzer Jura (SJ, Lias), Brauner Jura (BJ, Dogger) und Weißer Jura (WJ, Malm))
- 07 (=D62) Oberpfälzisch-Obermainisches Hügelland
  - 070 Oberpfälzisches Hügelland (div.)
  - 071 Obermainisches Hügelland (SJ, BJ)
- 08 (=D61) Fränkische Alb
  - 080 Nördliche Frankenalb (WJ)
  - 081 Mittlere Frankenalb (WJ)
  - 082 Südliche Frankenalb (WJ)
- 09 (=D60) Schwäbische Alb
  - 090 Randen (Klettgau- und Randenalb) (WJ)
  - 0911 Hegaualb[8] (WJ)
  - 0912 Westliche Flächenalb mit Donaudurchbruch[8] (WJ)
  - 092 Baar-Alb und Oberes Donautal (WJ)
  - 093 Hohe Schwabenalb (WJ)
  - 094 Mittlere Kuppenalb (WJ)
  - 095 Mittlere Flächenalb (WJ)
  - 096 Albuch und Härtsfeld (WJ)
  - 097 Lonetal-Flächenalb (Niedere Alb) (WJ)
  - 098 Riesalb (WJ)
- 10 (=D58) Schwäbisches Keuper-Lias-Land
  - 100 Vorland der westlichen Schwäbischen Alb (K, SJ, BJ)
  - 101 Vorland der mittleren Schwäbischen Alb (SJ, BJ)
  - 102 Vorland der östlichen Schwäbischen Alb (SJ, BJ)
  - 103 Nördlinger Ries (SJ, BJ. WJ)
  - 104 Schönbuch und Glemswald (K)
  - 105 Stuttgarter Bucht (M)
  - 106 Filder (M, SJ)
  - 107 Schurwald und Welzheimer Wald (K)
  - 108 Schwäbisch-Fränkische Waldberge (K)
- 11 (=D59) Fränkisches Keuper-Lias-Land
  - 110 Vorland der Südlichen Frankenalb (SJ, BJ)
  - 111 Vorland der Mittleren Frankenalb (SJ, BJ)
  - 112 Vorland der Nördlichen Frankenalb (SJ, BJ)
  - 113 Mittelfränkisches Becken (K)
  - 114 Frankenhöhe (K)
  - 115 Steigerwald (K)
  - 116 Haßberge (K)
  - 117 Itz-Baunach-Hügelland (K, SJ)
- 12 (=D57) Neckar- und Tauber-Gäuplatten
  - 120 Alb-Wutach-Gebiet (M)
  - 121 Baar (M)
  - 122 Obere Gäue (M)
  - 123 Neckarbecken (M)
  - 124 Strom- und Heuchelberg (K)
  - 125 Kraichgau (M)
  - 126 Kocher-Jagst-Ebenen (M)
  - 127 Hohenloher und Haller Ebene (M)
  - 128 Bauland (M)
  - 129 Tauberland (M)
- 13 (=D56) Mainfränkische Platten
  - 130 Ochsenfurter Gau und Gollachgau (M)
  - 131 Windsheimer Bucht (M)
  - 132 Marktheidenfelder Platte (M)
  - 133 Mittleres Maintal (M)
  - 134 Gäuplatten im Maindreieck (M)
  - 135 Wern-Lauer-Platten (M)
  - 136 Schweinfurter Becken (M)
  - 137 Steigerwaldvorland (M)
  - 1381 Grabfeld (M)
  - 1382 Werra-Gäuplatten (Meininger Kalkplatten, M)
  - 139 Hesselbacher Waldland (M)
- 14 (=D55) Odenwald, Spessart und Südrhön
  - 140 Südrhön (B)
  - 140–142 Spessart
    - 141 Sandsteinspessart (B)
    - 142 Vorderer Spessart (G)

  - 143 Büdinger Wald (B)
  - 144–145 Odenwald
    - 144 Sandstein-Odenwald (B)
    - 145 Vorderer Odenwald (G)
- 15 (=D54) Schwarzwald
  - 150 Schwarzwald-Randplatten (B)
  - 151 Grindenschwarzwald und Enzhöhen (B)
  - 152 Nördlicher Talschwarzwald (G)
  - 153 Mittlerer Schwarzwald (G, B)
  - 154 Südöstlicher Schwarzwald (G, B)
  - 155 Hochschwarzwald (G)
- 16 (=D69) Hochrheingebiet (Dinkelberg und Hochrheintal)
  - 160 Hochrheintal (Grenzgebiet zum Juragebirge)
  - 161 Dinkelberg (M)

Das Bundesamt für Naturschutz fasst das Südwestdeutsche Stufenland mit dem kompletten Oberrheinischen Tiefland (ebenfalls eine Großregion 2. Ordnung und Grenzregion zum Nordfranzösischen Schichtstufenland im Westen) zur Übereinheit Südwestliche Mittelgebirge/Stufenland zusammen.

## Antiklinal-Stufenland zwischen Paris und Böhmerwald
Das Südwestdeutsche Stufenland ist Teil eines Antiklinal-Stufenlandes, das sich vom Böhmerwald bis ins Pariser Becken erstreckt. Dieses Antiklinal-Stufenland entstand durch tektonische Aufwölbung der Erdoberfläche zwischen Paris und Böhmerwald. Nach dem Einbruch des Oberrheingrabens im Bereich der maximalen Hebung und Dehnung haben sich vor allem westlich und östlich des Grabenbruchs Schichtstufenländer gebildet, deren Gesteinsschichten jeweils vom Oberrhein weg abfallen: im Westen (Nordfrankreich und Pfalz) das Nordfranzösische Schichtstufenland und im Osten (Baden-Württemberg und Nordbayern) das Südwestdeutsche Schichtstufenland. Diese beiden großflächigen Schichtstufenländer sind im Süden verbunden durch die Schichtstufen vor allem des Tafeljuras am Hochrhein, in der Region Basel sowie in der Ajoie und in der restlichen Burgundischen Pforte. Im Bereich des Faltenjuras um den Südrand des Oberrheingrabens im Sundgau (Pfirter Jura) sind die beiden Schichtstufenländer (ungefaltete Schichten) auf kurze Distanz voneinander getrennt.
Die beteiligten Gesteinsschichten wurden in den mesozoischen Perioden Trias und Jura abgelagert. Wegen unterschiedlicher Abtragungsresistenz und Klüftigkeit verschiedener ungefalteter und leicht schrägliegender Gesteinsschichten schuf die Erosion Schichtstufen.

## Erdgeschichtliche Entwicklung

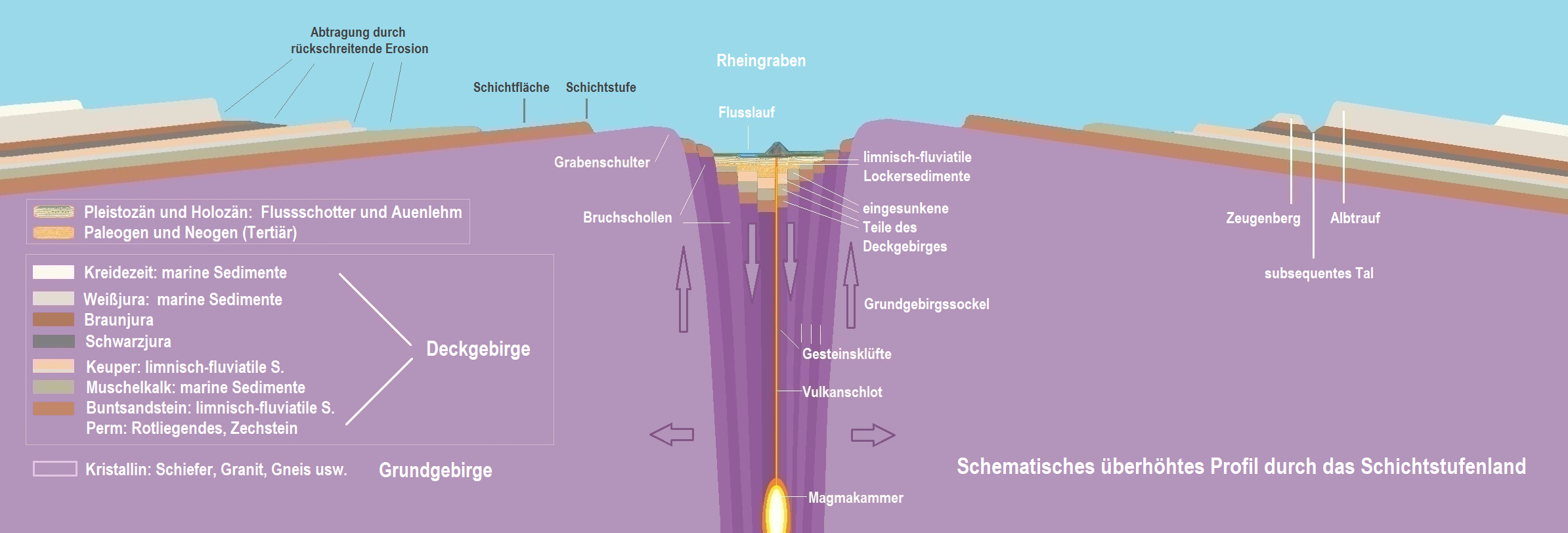
Schematisches überhöhtes Profil durch das Schichtstufenland: links Französisches, rechts Süddeutsches. Lila: Grundgebirge. Naturfarben: Deckgebirge. Der untere Teil der eingesunkenen Bruchschollen des Rheingrabens besteht aus durch tektonische Prozesse zerrüttetem Gestein.

Das heutige Schichtstufenland war während des Erdmittelalters (Mesozoikum) Sedimentationsgebiet. Vor etwa 350 Millionen Jahren hatte sich in diesen Raum das von Gebirgszügen und Schwellen umgebene, große Germanische Becken gebildet. Zunächst akkumulierten in zahlreichen Senken darin Abtragungsprodukte des Variskischen Gebirges als Rotliegendes. In der Trias und im Jura lag das Gebiet dann mal über, mal unter dem Meeresspiegel, so dass abwechselnd Schichten mit kontinentalen und marinen Ablagerungen entstanden.
Die charakteristischen Schichtstufen bildeten sich seit dem Neogen, nachdem aufgrund plattentektonischer Prozesse der Oberrheingraben vor ca. 30 Millionen Jahren angelegt wurde. Hierbei wurden die Gebiete beiderseits des Grabens stark angehoben, wobei auf deutscher Seite der Schwarzwald und im Westen auf französischer Seite die Vogesen entstanden. Die Anhebung verkippte im gesamten süddeutschen Schichtstufenland die Schichten aus horizontaler in Schräglage, so dass sie nun vom Oberrheingraben ausgehend nach Westen und Osten einfallen. Durch die Anhebung und Schrägstellung der Schichten waren sie nun verstärkter Verwitterung ausgesetzt, härtere Schichten hielten dabei der Abtragung länger stand als weichere. So verwittern Tonsteine sehr leicht und bilden Verflachungen, während die harten Sand- oder Kalksteine weniger verwitterungsanfällig sind und Steilstufen ausbilden. Die dabei entstandenen Strukturformen schließen die geologischen Schichtglieder an der Erdoberfläche auf.
Die wichtigsten Ablagerungsschichten sind nach Abschnitten des Mesozoikums benannt; es sind in der Reihenfolge ihres Ausstreichens von West nach Ost Buntsandstein, Muschelkalk, Keuper, Schwarzer Jura, Brauner Jura und Weißer Jura. Der Buntsandstein bildet die erste der vier großen Schichtstufen. Er befindet sich im Nordschwarzwald, im Spessart und am Ostrand des Odenwalds. Da der auf ihm entstandene Boden wenig fruchtbar ist, liegen dort noch große Waldgebiete. Der Muschelkalk ist Grundlage der fruchtbaren Gäulandschaften von der Baar bis nach Unterfranken; die von ihm gebildete zweite Großstufe ist meist nur wenig ausgeprägt. Der weniger fruchtbare Keuper ist namensgebend für die Schichtstufe der Keuperbergländer, die als dritte große Schichtstufe vor allem von Keupersandsteinen gebildet wird. Die höchste und markanteste Schichtstufe – der Nord- und Nordwestrand der Schwäbischen und Fränkischen Alb – wird vor allem vom Weißen Jura, im Südwesten auch vom Braunen Jura gebildet.

## Bedeutung für die Entdeckung der Evolution
Im räumlichen Übereinander der Formationen des Deckgebirges ist das zeitliche Nacheinander ihrer Sedimentation im Verlaufe der erdgeschichtlichen Epochen abgebildet, die stattfand, bevor der Rheingrabenbruch begann einzusinken, als der Grundgebirgssockel noch nicht schräg gelagert war und die entstehenden bzw. schon entstandenen Schichten des Deckgebirges über dem Gebiet des heutigen Oberrheingrabens noch eine zusammenhängende Landoberfläche bildeten.
Die in den Formationen des Deckgebirges eingelagerten Fossilien, die an den Schichtstufen und auf den Schichtflächen besonders gut zugänglich sind, gaben schon im 19. Jahrhundert dem Biologen Jean-Baptiste de Lamarck Anlass zu der Vermutung, dass sich im Verlaufe der Erdgeschichte die Pflanzen- und Tierarten gewandelt hätten, also dass es eine Evolutionsgeschichte gegeben habe, die ebenfalls darin abgebildet wird. Die von Jean-Baptiste de Lamarck und anderen Paläontologen im nordfranzösischen Schichtstufenland gemachten Entdeckungen konnten durch reiche Funde auf der süddeutschen Seite und später auch weltweit ergänzt werden.

## Menschliche Nutzung und wirtschaftliche Bedeutung
Im Oberrheingraben und im Mainzer Becken liegen wegen eiszeitlicher Lössablagerungen relativ fruchtbare Ackerbaulandschaften. In den Gebirgen des Schichtstufenlands erbringen die Böden dagegen nur geringe bis mittlere Erträge. Wo Kalkgestein an der Oberfläche liegt, kommt es durch Verkarstung zu Höhlenbildungen, wodurch in diesen Regionen die Niederschläge fast vollständig versickern und die Landschaft sehr wasserarm ist, so beispielsweise auf der Schwäbischen und der Fränkischen Alb, die sich nördlich des Oberlaufs der Donau erstrecken. In den niedrigen Lagen des Schichtstufenlands ist Weinbau weit verbreitet, in höheren Gebirgslagen spielt die Forstwirtschaft eine wichtige Rolle.